# Chemiré-sur-Sarthe
Chemiré-sur-Sarthe ist eine ehemalige französische Gemeinde mit 266 Einwohnern (Stand: 1. Januar 2022) im Département Maine-et-Loire in der Region Pays de la Loire. Sie gehörte zum Arrondissement Angers und zum Kanton Tiercé. Die Einwohner werden Chemiréens genannt.
Mit Wirkung vom 1. Januar 2016 wurden die Gemeinden Morannes und Chemiré-sur-Sarthe zu einer Commune nouvelle mit dem Namen Morannes-sur-Sarthe zusammengelegt, in der lediglich Chemiré-sur-Sarthe den Status einer Commune déléguée erhalten hat.
Zum 1. Januar 2017 erfolgte eine Zusammenlegung von Morannes-sur-Sarthe mit der Kommune Daumeray zur heutigen Gemeinde Morannes sur Sarthe-Daumeray. Der Verwaltungssitz befindet sich im Ort Morannes.

## Lage
Chemiré-sur-Sarthe liegt etwa 36 Kilometer nordnordöstlich von Angers in der Landschaft Baugeois an der Sarthe, in die hier der Zufluss Baraize einmündet.

## Bevölkerungsentwicklung
| 1962                       | 1968 | 1975 | 1982 | 1990 | 1999 | 2006 | 2013 |
| -------------------------- | ---- | ---- | ---- | ---- | ---- | ---- | ---- |
| 302                        | 270  | 250  | 268  | 263  | 244  | 252  | 260  |
| Quellen: Cassini und INSEE |      |      |      |      |      |      |      |

## Sehenswürdigkeiten
- Kirche Saint-Jacques aus dem 12. Jahrhundert, Monument historique
- Pfarrhaus, heutiges Rathaus
- Schloss L’Oseraie

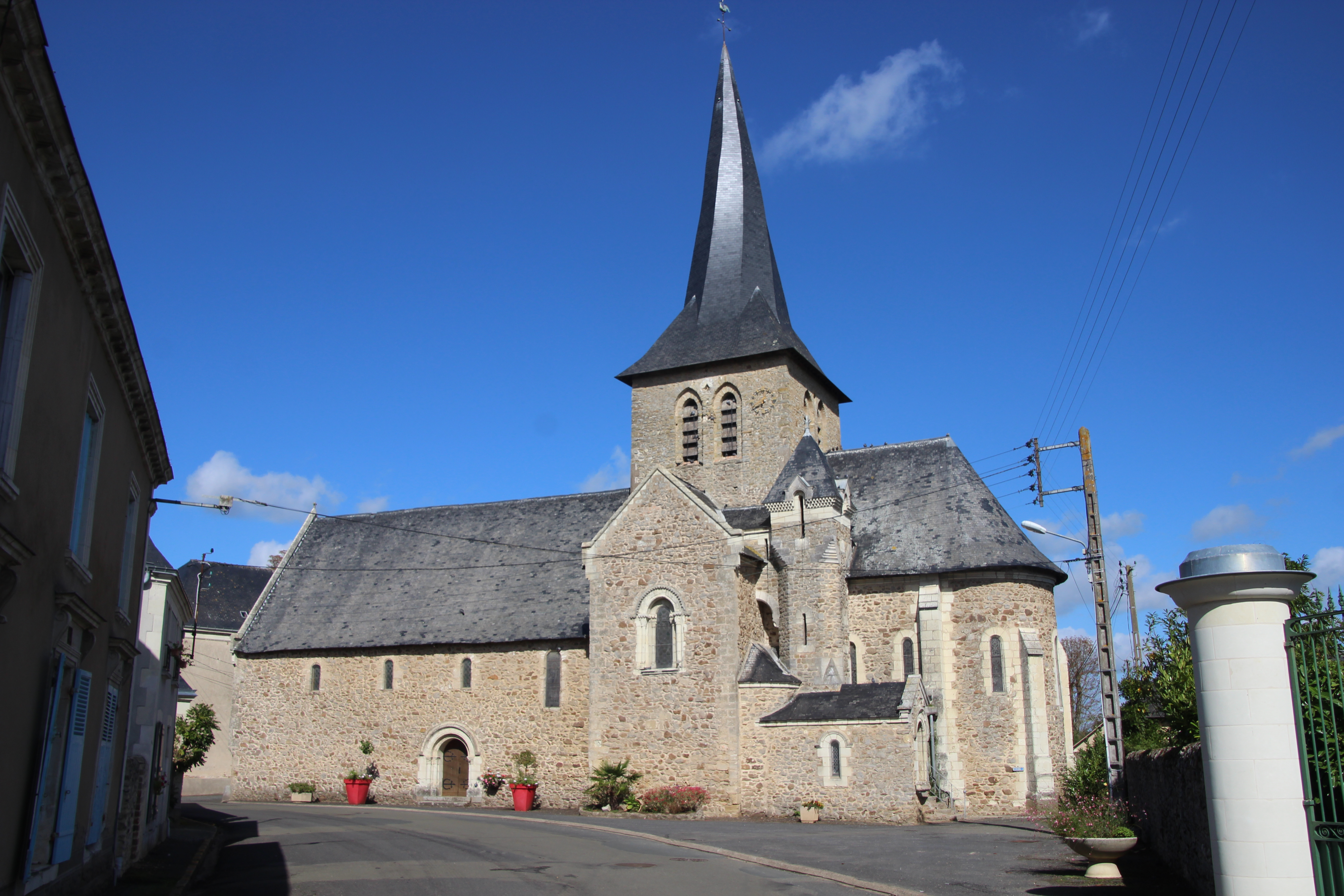
Kirche Saint-Jacques
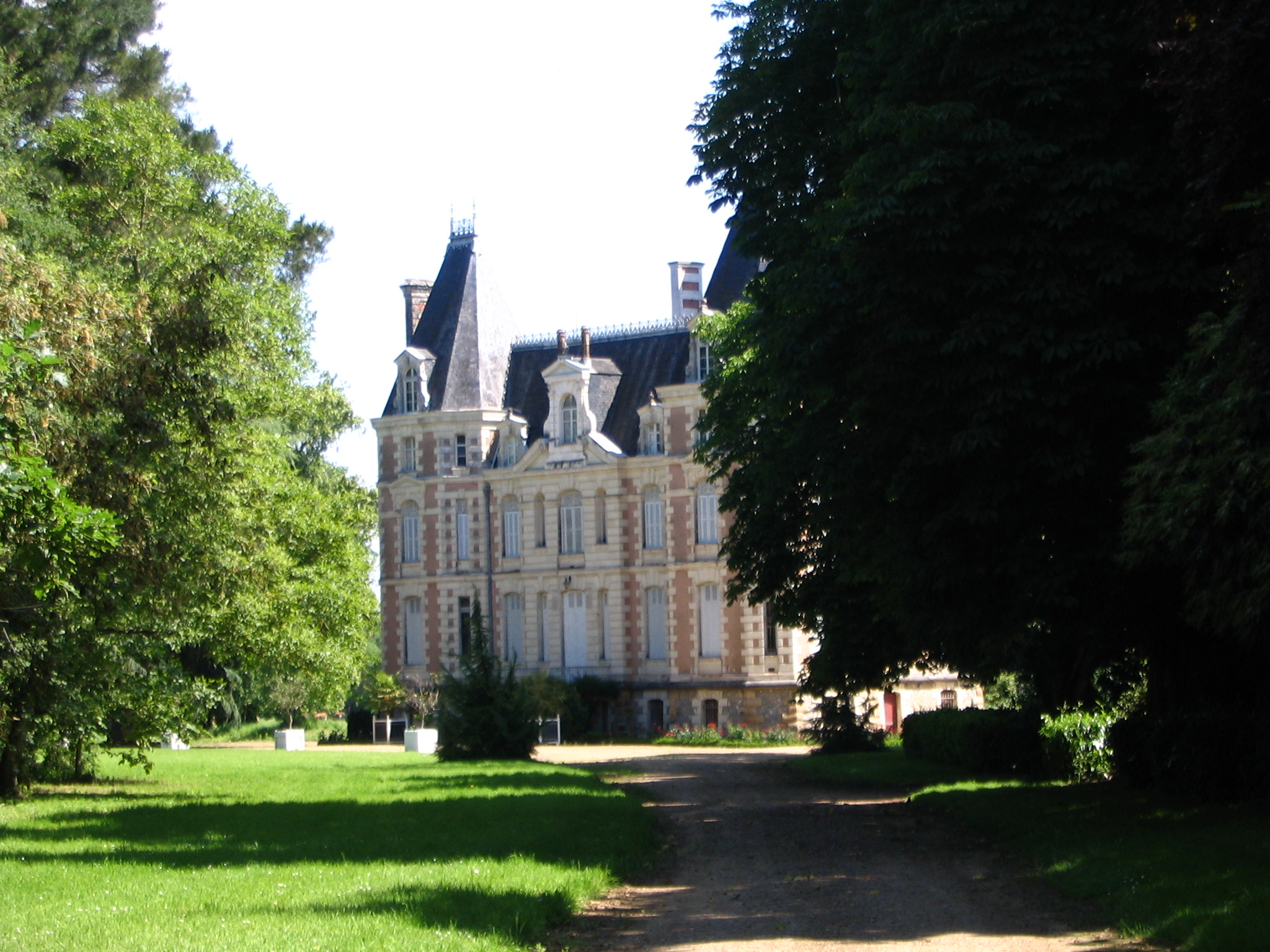
Schloss L'Oseraie